# Waarheidscommissie
Een waarheidscommissie, meestal Waarheids- en Verzoeningscommissie, is de verzamelnaam voor een van overheidswege, bijvoorbeeld door het parlement, ingestelde commissie die, vooral in een periode van transitie (een overgang naar de rechtsstaat), onderzoek doet naar schendingen van mensenrechten uit het verleden en daarover een publiek rapport uitbrengt. De instelling van zo'n commissie kan gepaard gaan met een algehele of gedeeltelijke amnestie voor in de onderzoeksperiode begane misdrijven, mits daarvoor in het openbaar verantwoording wordt afgelegd.

## Wereldwijd
De eerste grote waarheidscommissie was die in Argentinië, die in 1984 constateerde dat zeker 9.000 mensen waren "verdwenen". In Chili documenteerde de Nationale Commissie voor Waarheid en Verzoening in 1991 ruim 2000 gevallen van politieke moord en "verdwijning". De Zuid-Afrikaanse waarheidscommissie hoorde sinds 1995 meer dan 20.000 slachtoffers van het apartheidsbewind. Belangrijke waarheidscommissies waren er ook in El Salvador, Duitsland en Guatemala. In 2003 meldde de waarheidscommissie in Peru dat tussen 1980 en 2000 ten minste 69.000 mensen zijn gedood of "verdwenen". Er kwamen ook waarheidscommissies in onder meer Sierra Leone en Oost-Timor.

### Slagen en falen
Lang niet alle waarheidscommissies zijn een succes geweest. Soms werden ze halverwege afgebroken. Dat gebeurde bijvoorbeeld in de Filipijnen en Ecuador. Soms publiceerden ze nooit een eindverslag, of het rapport werd niet openbaar gemaakt. In Haïti was de commissie al in 1996 klaar met haar werk, maar het duurde jaren voordat het rapport uitkwam. Soms sleepte het onderzoek zich eindeloos voort, zonder uitzicht op resultaat. In Suriname is jarenlang gesproken over een waarheidscommissie en is zelfs een officiële onderzoeker aangesteld, maar gepubliceerd is er niets. Andere waarheidscommissies kwamen met resultaten die zo onbevredigend waren dat de verdenking rees dat ze alleen voor de vorm waren ingesteld. Zo brachten diverse officiële onderzoeken die in Sri Lanka zijn uitgevoerd nauwelijks opheldering over tienduizenden moorden en "verdwijningen".

### Chili
De Chileense president Aylwin nam op 4 maart 1991 officieel het rapport van de Nationale Commissie voor Waarheid en Verzoening in ontvangst. Hij sprak bij die gelegenheid, ten overstaan van tienduizenden aanwezigen en alle tv-zenders, een rede uit in het Nationale Stadion van Santiago, de plaats waar bijna 18 jaar eerder, bij de militaire coup, duizenden mensen gevangen hadden gezeten en waren gemarteld of geëxecuteerd. 

Medeburgers: vanavond spreek ik u toe over een pijnlijk onderwerp dat nog steeds verdeeldheid zaait onder het Chileense volk: de schendingen van mensenrechten die in het recente verleden zijn begaan. Toen ik tot president werd benoemd, zei ik dat dit een open wonde in de ziel van onze natie was en dat alleen verzoening, gebaseerd op waarheid en gerechtigheid, een dergelijke wonde kon helen. Met dat in gedachten stelde ik een Nationale Commissie voor Waarheid en Verzoening in en benoemde daarin mensen van groot aanzien en moreel gezag. Na negen maanden hard werken produceerde de commissie een rapport dat unaniem was goedgekeurd en dat officieel aan mij werd overhandigd. Nu kom ik mijn belofte na om dit rapport in het openbaar aan de natie te presenteren. In ons land is de waarheid over mensenrechtenschendingen lang verborgen gebleven. Terwijl sommigen die waarheid aan de kaak probeerden te stellen, bleven anderen haar tegen beter weten in ontkennen. Zij die verantwoordelijk waren voor onderzoek naar de schendingen, bleven in gebreke. Dit verklaart waarom zoveel mensen, de meesten misschien, niet geloofden wat er was gebeurd. En de tegenstrijdige meningen over deze zaak waren een andere oorzaak van verdeeldheid en haat onder ons volk. Het rapport dat ik u vandaag presenteer onthult de waarheid. De naakte feiten in dit rapport en het moreel gezag van de schrijvers ervan (en een aantal van hen steunde het vorige regime) noodt ons allen deze waarheid te aanvaarden. Niemand die te goeder trouw is kan haar ontkennen. Ik zeg niet dat dit de 'officiële' waarheid is. De Staat heeft niet het recht om de waarheid 'op te leggen'. Ik geloof echter heilig in deze waarheid en ik roep u allen op om haar te aanvaarden en ernaar te handelen. Als deze waarheid, hoe pijnlijk en wreed zij ook mag zijn, door ons wordt gedeeld, kan zij helpen de oorzaken van onenigheid en verdeeldheid onder de Chilenen weg te nemen.

## Herstel
Waarheidscommissies kunnen belangrijk bijdragen aan herstel. Slachtoffers voelen zich erkend omdat ze officieel worden gehoord. Een rapport legt de feiten vast en wijst vaak de verantwoordelijken aan. Als vervolg op een tijdelijke waarheidscommissie komt er vaak een permanent instituut voor mensenrechten. Een bezwaar dat vaak tegen waarheidscommissies wordt ingebracht, is dat ze berechting zouden verhinderen, maar dat hoeft niet zo te zijn. In Chili zijn sinds het rapport van de waarheidscommissie van 1991 tientallen militairen alsnog voor de rechter gebracht. In Argentinië kwam het, soms 20 jaar of nog langer na de feiten, ook tot processen. In Zuid-Afrika konden de schuldigen amnestie krijgen als ze een volledige bekentenis aflegden voor `politieke' misdrijven, maar andere misdrijven (waaronder marteling) blijven vervolgbaar.
De Tsjechische president Václav Havel schreef in 1993: `Het is werkelijk verbijsterend om te ontdekken dat, na decennia van vervalste geschiedenis en ideologische manipulatie, uiteindelijk niets uit de herinnering verdwijnt.' De Midden-Europese landen hebben in het algemeen gekozen voor een alternatieve vorm van waarheidsvinding, die lustratie wordt genoemd. Daarin ligt de nadruk op het bovenhalen van informatie over individuen die in de archieven van de voormalige geheime diensten te vinden is.
De betekenis van waarheidscommissies wordt geleidelijk minder door de opkomst van het internationaal strafrecht en de universele jurisdictie.

## Lijst van belangrijke waarheidscommissies
- Argentinië; 1983-1984: opheldering van 9000 verdwijningen onder junta.
- Chili; 1990-1991: opheldering van 3000 moorden en verdwijningen.
- El Salvador (VN); 1992-1993: rapport over 70.000 doden van burgeroorlog.
- Duitsland; 1992-1994: rapporten over onderdrukking in de DDR.
- Zuid-Afrika; 1995-2000: hoorzittingen met 20.000 getuigen, rapport.
- Guatemala; 1997-1999: rapport over 140.000 doden en verdwijningen
- Peru; 2001-2003: rapport over 69.000 doden, 54% door guerrilla.
- Marokko; 2004-2005: rapport over 600 doden, door leger of in gevangenschap.
- Oost-Timor; 2002-: rapport over 100.000 doden na Indonesische bezetting en 1500 doden in het bloedbad van Dili in 1999
- Sierra Leone; 2000-2004: rapport over tien jaar oorlog en onderdrukking.
- Ghana; 2002-2005: rapport, compensatie voor 3000 slachtoffers.
- Liberia; 2006-: onderzoek naar 24 jaar oorlog.
- Noorwegen: 2018-2023 rapport over het onrecht dat het inheemse volk de Samen is aangedaan.
- Finland: 2021-2025 onderzoek naar het onrecht dat het inheemse volk de Samen is aangedaan.
- Zweden: 2022-2025 onderzoek naar het onrecht dat het inheemse volk de Samen is aangedaan.